# Yambuya

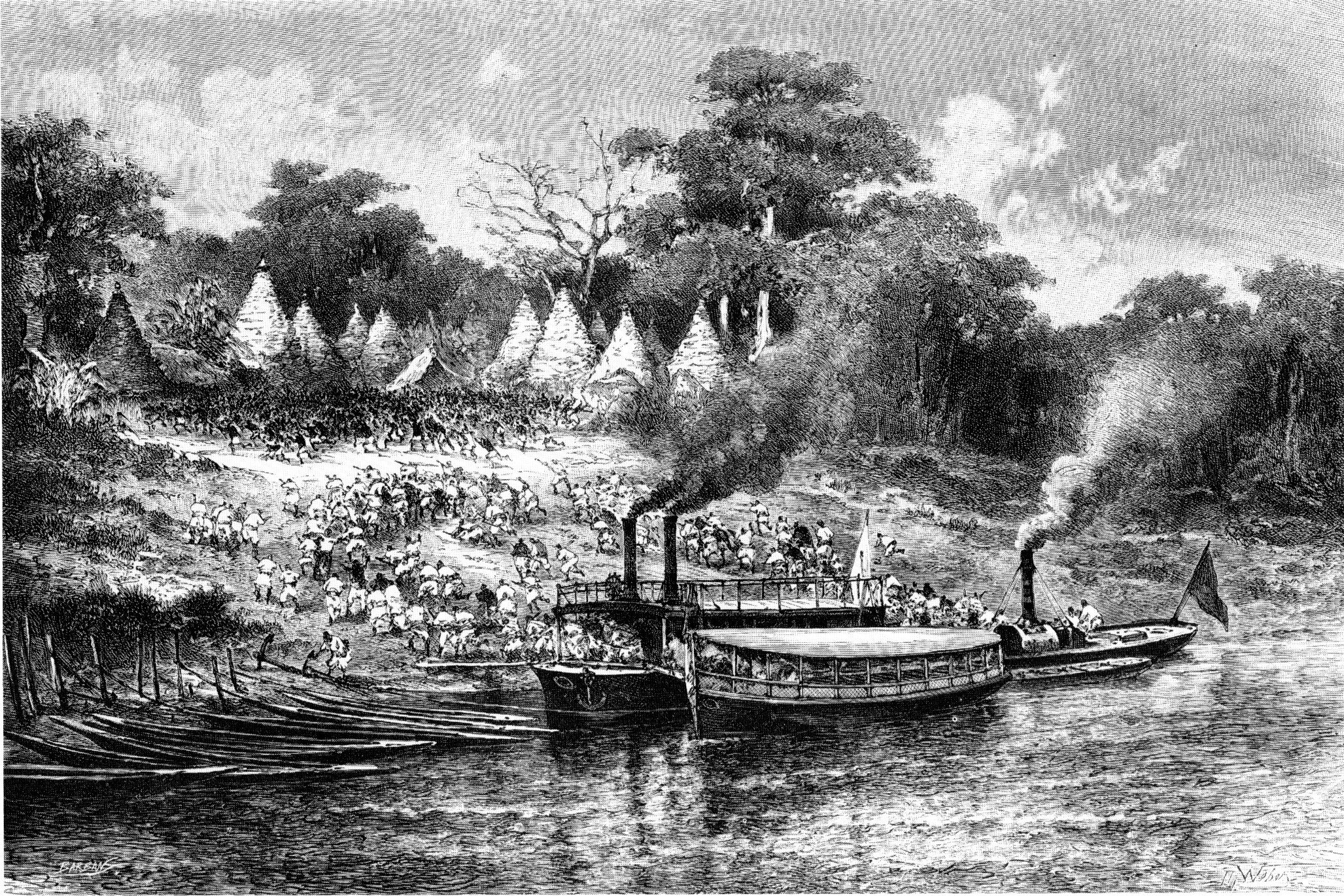
Llegada de la expedición de rescate a Yambuya

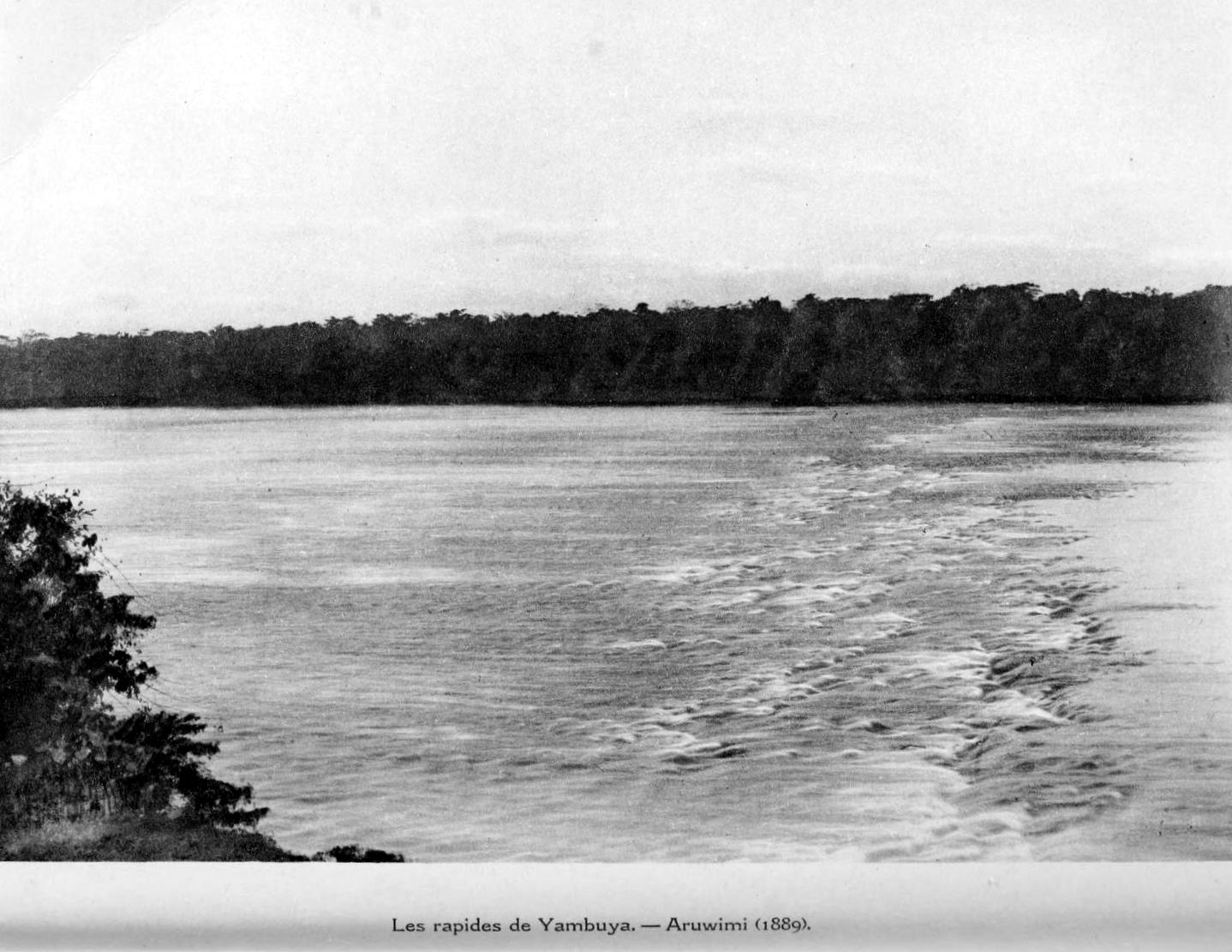
Rápidos de Yambuya, río Aruwimi, grabado de 1899

Yambuya es una localidad de la República Democrática del Congo situada a orillas del río Aruwimi, hacia el norte de Yangambi. El Aruwimi es navegable hasta Yambuya, pero aguas arriba se encuentra bloqueado por cataratas.

## Historia
Yambuya se convirtió de 1886 a 1889 en la base para la Expedición en auxilio de Emin Pasha. Dicha expedición fue promovida por Leopoldo II de Bélgica y por el entonces presidente de la Compañía Británica de África Oriental, William Mackinnon y fue liderada por el explorador británico Henry Morton Stanley. Su objetivo era contactar con Mehmet Emin Bajá y proporcionarle pertrechos de apoyo y durante la cual se descubrió el lago Alberto y el Ruwenzori.